# Bush Bazar

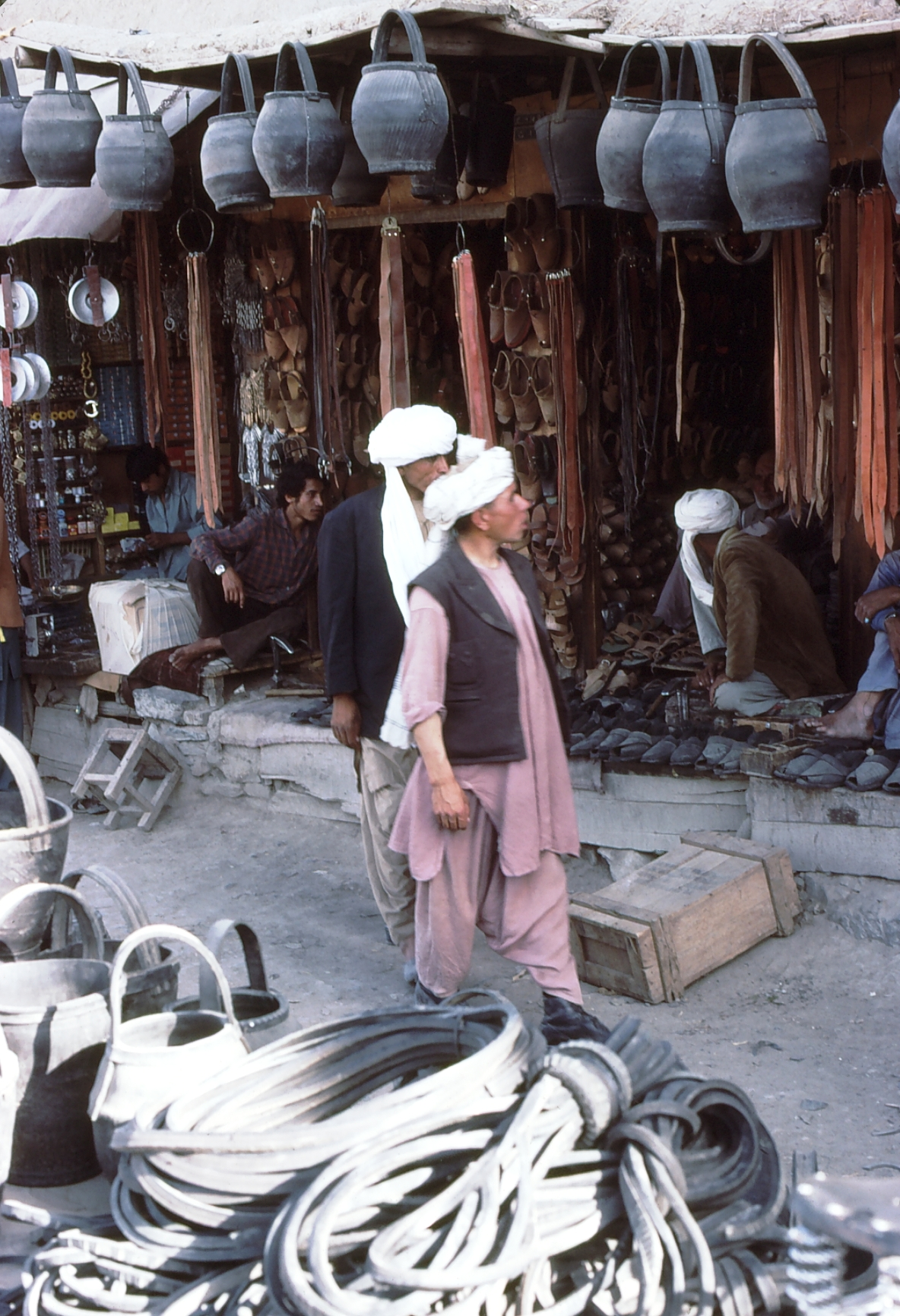
Bazar en Kabul (1977)

Bush bazar es un bazar ubicado en la ciudad de Kabul capital de Afganistán. Su nombre fue tomado del expresidente de los EE. UU. George W. Bush quien inició la guerra con Afganistán a partir del 2001, según diferentes medios el nombre surgió espontáneamente entre los concurrentes al bazar ironizando al expresidente norteamericano.

## Historia
El bazar inició sus actividades tras la caída del régimen Talibán en 2003. Está ubicado en una zona próxima del centro de la capital, sus tiendas, aproximadamente unas 1.000, en general pequeñas y que venden al por menor, consiguen sus productos principalmente del robo o tráfico a los convoy de transporte de pertrechos militares de la OTAN y sus aliados, y también de la gran cantidad de afganos que al trabajar para los extranjeros compran productos en sus tiendas y los revenden en el bazar.
En 2011 el contingente militar extranjero compuesto principalmente por países de la OTAN, contaba con unos 130.000 soldados. El abastecimiento de este personal fue una operación logística muy importante. Los convoyes de mercaderías, alimentos y pertrechos militares recorrían las carreteras afganas a diario. Su principal base militar (Bagram) recibía y redistribuía estos materiales. En estos procesos, el robo y comercio de materiales en general terminaba en las tiendas locales de todo el país.

## Variedad de productos
La variedad de artículos que se encuentran en el bazar es muy grande, desde perfumes a alcohol (prohibido en Afganistán), alimentos militares, y hasta armas como AK 47 y municiones. Asimismo, mucha de la ayuda "humanitaria" que distribuyen las ONG nacionales o internacionales son a su vez vendidas en este bazar debido a que los beneficiaros las venden en lugar de consumirlas o son captadas por los canales de corrupción del país. 
En 2016 tras la salida casi total de las tropas de la OTAN han provocado una baja sustancial en el comercio de estas mercaderías. Este cambio ha provocado que productos de la vecina China sean los más vendidos.
En noviembre de 2017 el bazar se prendió fuego destruyendo gran parte de sus instalaciones y mercaderías.